# Ion Gheorghe Maurer
Ion Gheorghe Maurer, född 23 september 1902 i Bukarest, död 8 februari 2000 i Bukarest, var en rumänsk jurist och politiker. Han var Rumäniens statschef (presidieordförande i nationalförsamlingen) 1958–61 samt premiärminister (ordförande i ministerrådet) 1961–74. 

## Biografi
Maurer var son till en tysk emigrant från Alsace och en rumänsk mor. Han avlade examen i juridik vid Bukarests universitet 1923, och studerade därefter vid Sorbonne i Paris. Efter att ha återvänt till Rumänien arbetade han som advokat, och kom under 1930-talet ofta att försvara antifascister och kommunister mot kung Carol II:s regim vid domstolsprocesser. År 1936 blev han själv medlem i det illegala Rumänska kommunistpartiet.
Under andra världskriget var han 1942–43 fängslad för sin politiska verksamhet i lägret Târgu Jiu. och som medlem av en paramilitär grupp, spelade han en roll i avsättandet av Ion Antonescus fascistiska regim 1944. Under denna tid blev han anhängare av Gheorghe Gheorghiu-Dejs fraktion inom det Rumänska kommunistpartiet.
Efter kriget blev Maurer medlem av centralkommittén i Rumänska kommunistpartiet (kallat Rumänska arbetarpartiet åren 1948–65). Han intog flera regeringsposter, bl.a. som statssekreterare för kommunikation och offentliga arbeten i Petru Grozas första regering. Åren 1946–47 var han medlem i Rumäniens delegation vid fredskonferensen i Paris och var en kort tid anlitad av Ana Pauker på utrikesdepartementet, innan han avskedades för bristande politisk övertygelse. Han stödde Gheorghe Gheorghiu-Dejs nationalistiska politik, och blev så småningom utrikesminister 1957. Han var Rumäniens statschef (presidieordförande i nationalförsamlingen) 1958–61, för att sedan ersätta Chivu Stoica som premiärminister (ordförande i ministerrådet) 1961. Han förblev premiärminister till 1974, och är därmed den person som suttit längst på posten.  
Efter att inledningsvis ha stöttat Nicolae Ceaușescu kom Maurer allt oftare att inta en kritisk hållning till denne, vilket ledde till att han gradvis åsidosattes inom partiet. I mars 1989 undertecknade han, tillsammans med bl.a. Ion Iliescu, ett öppet brev där han riktade kritik mot Ceaușescus regim. Detta ledde till att han placerades i husarrest fram till Ceaușescus fall i december samma år.